# Nowoszyce (Zgorzelec)
Pour les articles homonymes, voir Nowoszyce.
Nowoszyce est une localité polonaise de la gmina de Sulików, située dans le powiat de Zgorzelec en voïvodie de Basse-Silésie.